# Oliva lacanientai
Oliva lacanientai is een slakkensoort uit de familie van de Olividae. De wetenschappelijke naam van de soort is voor het eerst geldig gepubliceerd in 1985 door Greifeneder & Blöcher.